# Busserltunnel
Unter dem Namen Busserltunnel ist ein Tunnel der Südbahn in Niederösterreich auf der Strecke zwischen Gumpoldskirchen und Pfaffstätten im Gemeindegebiet von Traiskirchen bekannt, während er unter dem offiziellen Namen Gumpoldskirchner Tunnel kaum bekannt ist. Er wurde 1841 an der Eisenbahn Wien-Gloggnitz gebaut und ist damit der älteste Bahntunnel Österreichs. Er hat eine Länge von 165 m (87 Klafter), eine Höhe von 7,6 m (24 Fuß) und ist zweigleisig.
Da sich der Tunnel nicht in einem gebirgigen Gebiet befindet, sondern nur einen kleinen Bergrücken, den Katzenbühel unterquert, ranken sich noch heute Legenden um den Grund des Baues. Einerseits wollte man sich nicht die wertvollen Weinrieden in Gumpoldskirchen durch die damals skeptisch betrachtete Eisenbahn zerstören lassen. Andererseits soll er im Auftrag wegen des Spaßes an der Freud von Kaiser Ferdinand I. gebaut worden sein. Offiziell wurde jedoch einerseits eine Kostensenkung als andererseits eine mögliche höhere Geschwindigkeit der Bahn durch die Begradigung angegeben.
Gemäß der am Tunnelportal ersichtlichen lateinischen Inschrift Recta sequi (Folge der Geraden) dürfte es wahrscheinlich sein, dass der Tunnel für die damals noch mit dem Tunnelbau unerfahrenen Techniker technischen Referenzcharakter hatte.
Das Tunnelbauwerk wurde mit Steinquadern ausgewölbt, da man befürchtete, lokal erzeugte Ziegel würden dem zu erwartenden Druck nicht standhalten.
Den Namen Busserltunnel erhielt der Tunnel aus dem Umstand, dass wegen der kurzen Dunkelheit bei der Fahrt – etwa 10 Sekunden bei 60 km/h, noch weniger bei den heute üblichen Geschwindigkeiten – gerade Zeit für ein Busserl (bayrisch, österreichisch umgangssprachlich für Kuss) im Dunkeln blieb. Arthur Schnitzler meinte dazu: „Das sei das Glück eines zufälligen Zusammentreffens in einem Eisenbahn-Coupé.“ Schon im Baedeker-Reiseführer von 1857 wird der Name erwähnt und im Register verzeichnet.

## Erwähnung in der Literatur
Johann Nestroy macht sich in seinem Stück Eisenbahnheirathen über den Tunnel lustig:
Ignaz: Ein Tunnel, wo einer nothwendig is, das is nix, was seyn muß, das muß halt seyn, aber da hab’n sie mühsam vier Schuh Weingartengrund auf einen Schwibbogen aufg’schottert, um nur unterirdisch fahren zu können, das is a Riesenwerck. (I. Act, 3. Scene)
So auch Jaroslav Rudiš in seinem Roman Winterbergs letzte Reise:
Er erzählte, eigentlich wollte er sich auch den Busserltunnel bei Gumpoldskirchen anschauen, den ältesten Tunnel Österreichs, der natürlich nur ein schlechter Witz über einen Tunnel als ein richtiger Tunnel ist.